# Карликовый шишковатый удав Петерса
Карликовый шишковатый удав Петерса (лат. Trachyboa gularis) — вид змей семейства земляные удавы.
Длина до 40 см. Обитает на сухих участках тихоокеанского побережья Эквадора. К 1988 году биология вида была изучена слабо.